# スマトラの熱帯雨林遺産
スマトラの熱帯雨林遺産（スマトラのねったいうりんいさん）はインドネシア、スマトラ島にある、ユネスコの世界遺産（自然遺産）に登録された自然地域である。2011年に「危機にさらされている世界遺産」（危機遺産）リストに登録された。

## 概要
スマトラの熱帯雨林遺産は東南アジア独特の種や、ここでしか見られない種などを抱える非常に大きな国立公園群である（共にバリサーン山脈に位置するが、場所的には互いに大きく離れている）。一帯にはラフレシア・アルノルディイ、ショクダイオオコンニャクおよび17属の固有属を含む約1万種の植物が生えており、固有種のスマトラオランウータン、スマトラトラ、スマトラサイ、スマトラゾウ、マレーグマを含む201種の哺乳類およびスマトラハシリカッコウなどの約580種の鳥類が生息している。スマトラ島の生物の進化を伝える跡も残る。
2011年に危機遺産に登録された背景には、密猟、違法伐採、農地の拡大、公園内における道路の建設計画が挙げられる。

## 地域内の自然公園
- グヌン・ルスル国立公園（英語版）（Gunung Leuser National Park）
- クリンチ・スブラット国立公園（英語版）（Kerinci Seblat National Park） - クリンチ山、トゥジュ山（英語版）、グヌン・トゥジュ湖（英語版）がある。
- ブキット・バリサン・スラタン国立公園（英語版）（Bukit Barisan Selatan National Park）

## 登録基準
この世界遺産は世界遺産登録基準のうち、以下の条件を満たし、登録された（以下の基準は世界遺産センター公表の登録基準からの翻訳、引用である）。
- (7) ひときわすぐれた自然美及び美的な重要性をもつ最高の自然現象または地域を含むもの。
- (9) 陸上、淡水、沿岸および海洋生態系と動植物群集の進化と発達において進行しつつある重要な生態学的、生物学的プロセスを示す顕著な見本であるもの。
- (10) 生物多様性の本来的保全にとって、もっとも重要かつ意義深い自然生息地を含んでいるもの。これには科学上または保全上の観点から、すぐれて普遍的価値を持つ絶滅の恐れのある種の生息地などが含まれる。